# Glasgow Central Station
Glasgow Central Station (szk.-gael. Stèisean Meadhan Ghlaschu) jest większym z dwóch obecnych terminali na magistrali kolejowej w Glasgow, największym mieście Szkocji. Stację otworzyła firma Caledonian Railway 31 lipca 1879 r., a dziś zarządza nią Network Rail. Jest ona północnym zakończeniem West Coast Main Line.
Stacja obsługuje przedmieścia i miasta południowej część konurbacji Greater Glasgow oraz Ayrshire i wybrzeża rzeki Clyde, a także jest stacją końcową wszystkich połączeń międzymiastowych pomiędzy Glasgow i stacjami w Anglii. Odchodzą stąd również pociągi do Edynburga, jednak to drugi terminal magistrali – Glasgow Queen Street – jest główną stacją komunikacji ze stolicą.
Glasgow Central jest najbardziej uczęszczaną stacją kolejową w Szkocji i drugą w Wielkiej Brytanii, po Birmingham New Street. Według Network Rail, ponad 38 milionów ludzi używa jej rocznie, 80% z nich to pasażerowie.

## Początek
Stacja została otwarta 1 sierpnia 1879 r. na północnym brzegu rzeki Clyde. Miała osiem krawędzi i połączenie ze stacją Bridge Street przez wiadukt kolejowy nad Argyle Street i czterotorowy most kolejowy zbudowany przez Sir Williama Arrola, który przecinał Clyde na południe.
Po krótkim czasie stacja była przeciążona. W 1890 r. zastosowano prowizoryczne rozwiązanie polegające na rozszerzeniu wiaduktu nad Argyle Street i dodaniu tam dziewiątego peronu. Na początku zamierzano również rozbudować stację Bridge Street do ośmiu torów, a stację Central do piętnastu krawędzi.

## Stacja dolna

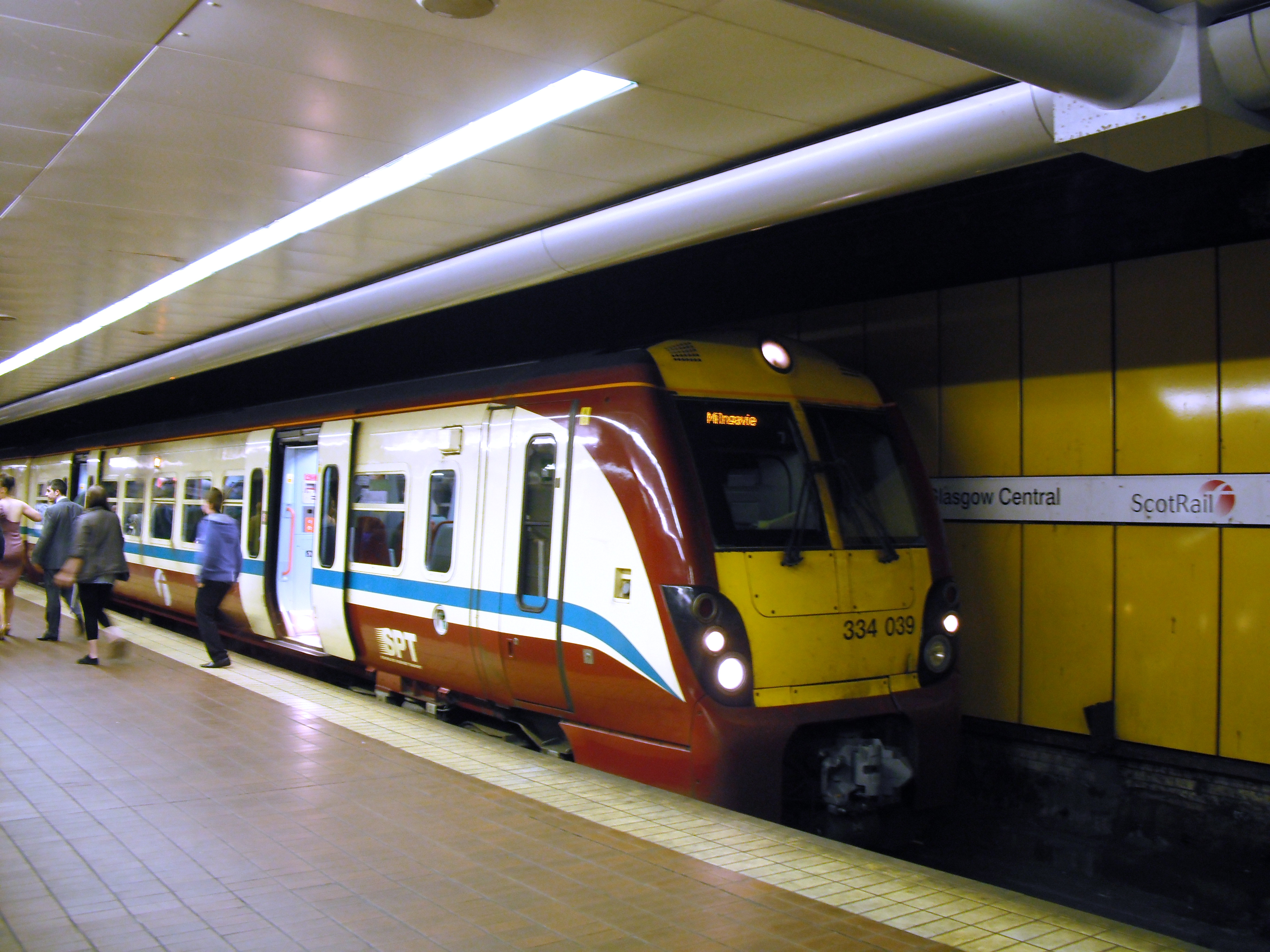
Class 334 linii Argyle Line na dolnym peronie Glasgow Central

Perony na niższych piętrach stanowiły początkowo oddzielną stację, a zostały zbudowane do obsługi podziemnej linii Glasgow Central Railway, na którą wydano pozwolenie 10 sierpnia 1888 r., otwartą 10 sierpnia 1896 r. Linia Glasgow Central Railway została przejęta przez Caledonian Railway w 1890 r. Pociągi jeździły z Maryhill Central i trasą Lanarkshire and Dunbartonshire Railway na zachodzie – do Rutherglen oraz przez Tollcross do Carmyle i Newton, a także innych miejsc obsługiwanych przez Caledonian Railway na wschód od Glasgow.

## Przebudowa stacji w latach 1901–1905
Około 1900 r. stacja ponownie okazała się za mała, wraz ze wzrostem liczby pasażerów na górnej stacji o 5.156 milionów rocznie, licząc od ukończenia rozbudowy w 1890 r. Roczna liczba pasażerów w 1899 r. sięgnęła 16.841 milionów na górnej stacji i 6.461 na dolnej, razem 23.257 milionów. Stacja miała dwa poziomy: wyższy – na wysokości Gordon Street, kontynuacją którego był wiadukt nad Argyle Street, i perony podziemne.
Pimiędzy 1901 i 1905 r. pierwotny budenk stacji został przebudowany. Wydłużono go nad Argyle Street i zbudowano 13 krawędzi. Na rzece zbudowano dodatkowy ośmiotorowy most, a stary most podniesiono o 30 cali (0.75 m). Stacja Bridge Street była wtedy zamknięta.
W czasie przebudowy w latach 1901–1905 powstał również szereg bocznic na końcu krawędzi 11 i 12, na moście na rzece Clyde. Nazywano je bocznicami West Bank, Mid Bank i East Bank. Bocznica rozładunkowa – Dok Nr 14 została utworzona na południowym końcu krawędzi 13..
Dworzec stacji posiada przestrzenną halę główną, a w niej sklepy, punkty kateringowe, kasy biletowe, a także centrum podróżne. Front jej wypełnia Central Hotel przy Gordon Street, zaprojektowany przez Roberta Rowanda Andersona. W budynku dworca mieści się także szereg sklepów i barów od strony Union Street. Podziemia stacji nie są otwarte dla wszystkich: znajduje się tam prywatny parking i urządzenia gospodarcze samej stacji, jak również przyległego hotelu.
Sławne architektoniczne rysy dworca to duży przeszklony wiadukt przedłużający budynek ponad Argyle Street, zwany przez miejscowych „Parasolką Highlandera” (ang.-sco. Hielanman’s Umbrella), ponieważ służył za miejsce spotkań przyjezdnych górali; a także stare kasy biletowe oraz budynek informacji dla podróżnych. Był to duży owalny budynek z działem rezerwacji na parterze i informacją dla podróżnych o pociągach przedstawioną na dużych drukowanych tablicach z tkaniny, umieszczanych za dużymi oknami na piętrze przez dwuosobowy zespół.
Pod „Parasolką” ulokowana jest gwarna mieszanka sklepów i barów, jak również klub nocny „Arches”, teatr, galeria, a także restauracja.

## Central Hotel

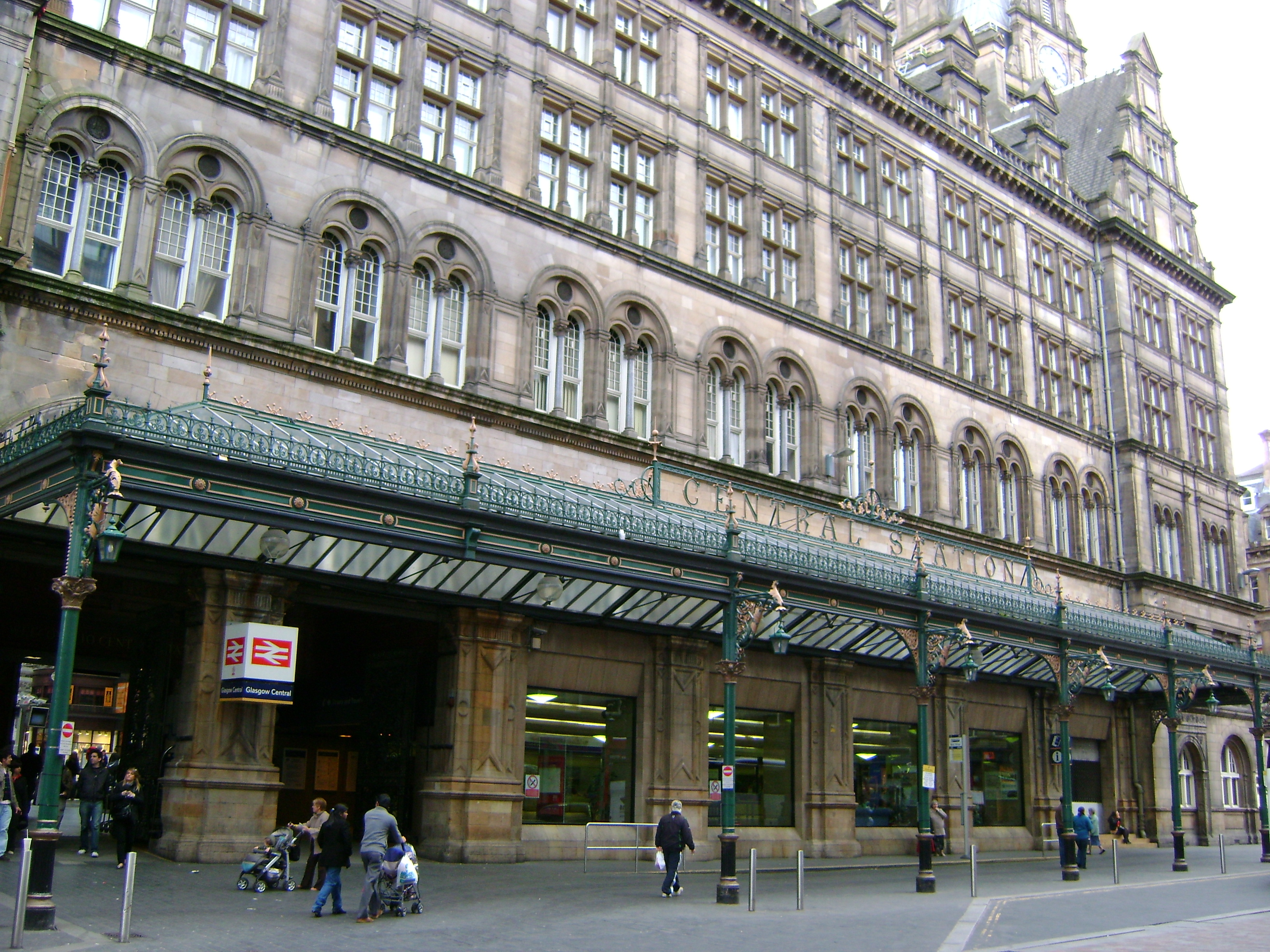
Wejście na stację od Gordon Street i Central Hotel nad nim

Fasadę dworca wypełnia Central Hotel przy Gordon Street. Przylegając do hali dworca, był w latach swojej świtności jednym z najbardziej prestiżowych w Glasgow.
Pierwotnie zaprojektował go Robert Rowand Anderson, w „stylu królowej Anny”; umeblował również publiczne pomieszczenia. Hotel został ukończony w 1883 r., ale przedłużono go wraz z dworcem w latach 1901–1906. Rozbudowę hotelu zaprojektował James Miller. Został otwarty 15 kwietnia 1907 r.
Pierwszą na świecie transmisję telewizyjną dalekiego zasięgu przesłano do Central Hotelu. Dokonał tego 24 maja 1927 r. John Logie Baird. British Rail sprzedał hotel w latach 80. XX w., po czym hotel zmieniał kolejnych prywatnych właścicieli, aż zakupił go ostatni – The Royal Hotel Group, i zaczął nim administrować w lutym 2009 r., w wyniku czego hotel został zamknięty w związku z obawami o skażenie azbestem i uszkodzeniami konstrukcyjnymi.
W czerwcu 2009 r. ujawniono, że nowa firma nabyła budynek hotelu, i planuje go odremontować oraz zmienić nazwę na Glasgow Grand Central Hotel. Odnowiony hotel został otwarty we wrześniu 2010 r.

## Sygnalizacja
Pierwszą nastawnię z 1889 zastąpiono elektryczno-pneumatyczną z napędem silnikowym, opartą na systemie Westinghouse. Prace rozpoczęły się w październiku 1907 r. i oddano ją do użytku 5 kwietnia 1908 r. Zbudowano ją bezpośrednio na rzece Clyde, pomiędzy dwoma mostami, ponad poziomem torów. Wewnątrz niej znajdowała się rama z 374-ema miniaturowymi dźwigniami, co czyniło jej ramę najdłuższą ramą nastawnicy zbudowaną kiedykolwiek w Wielkiej Brytanii.
Centrum sterowania ruchem na Glasgow Central, zlokalizowane na rogu węzła Bridge Street, otwarto 2 stycznia 1961 r. Zastąpiło nastawnie na Central Station, węłach Bridge Street i Eglinton Street, oraz na stacji Eglinton Street. Przy pierwszym otwarciu centrum było w stanie kontrolować tysiąc tras.
Nowe centrum sterowania było potrzebne z trzech powodów:
- Nastawnica z 1907 r. była na wyczerpaniu;
- Zbliżał się koniec okresu eksploatacyjnego starego mostu na Clyde z 1879 r., i efektyniejszym było użytkowanie nowszego mostu (z 1904 r.) do obsługi całego ruch przy zastosowaniu sygnalizacji dwukierunkowej;
- Elektryfikacja Cathcart Circle Lines, a następnie linii Gourock i Wemyss Bay oraz Magistrali West Coast[14].

Oprócz wschodniego mostu usunięto również rozjazd krzyżowy, bocznicę dla lokomotyw Cathcart, bocznicę East Side, bocznicę Mid Bank, i Dok Nr 14. Bocznicę West Bank przemieniono w peron z krawędzią 11a.
Centrum sterowania ruchem zamknięto 27 grudnia 2008, gdy obszar jej podlegający przekazano nowemu Centrum Sterowania Ruchem Zachodniej Szkocji (West of Scotland Signalling Centre, WSSC) w Cowlairs. Panel NX (wejścia-wyjścia) zachowano. Aktualna sygnalizacja stacji składa się z dwóch nastawnic Westlock Interlocking firmy Westinghouse, kontrolowanych przez system kontroli MCS produkcji General Electric.

## Elektryfikacja
Przewody trakcyjne zaczęły pojawiać się na górnych peronach we wczesnych latach 60. XX w. Pierwsze zamontowano przewody prądu zmiennego o napięciu 6.25 kV Linii Okrężnej Cathcart, której elektryfikację rozpoczęto 29 maja 1962 r. W tym czasie zburzono stary most na Clyde i przeorganizowano linie.
W następnej kolejności zamontowano przewody prądu zmiennego o napięciu 25 kV linii Glasgow and Paisley Joint Railway oraz Inverclyde Line do Gourock i Wemyss Bay, ukończonych w 1967 r.; i Magistrali West Coast w roku 1974. Część Linii Okrężnej Cathcart przygotowano do korzystania z prądu zmiennego 25 kV w 1974 r., aby istniała trasa objazdowa; resztę Linii Cathcart unowocześniono później.
Istnieją plany elektryfikacji innych linii, np. linii Whifflet.

## Wydarzenia drugiej połowy XX w.

### Stacja dolna

#### Zamknięcie
Połączenia z dolnych peronów, początkowo liczne, zostały znacznie zredukowane z powodu konkurencji ze strony rozbudowanej i sprawnej sieci tramwajowej już przed ich wycofaniem 3 października 1964 r. w ramach projektu „Beeching Axe”. Tramwaje zaś zastąpiono autobusami w 1962 r.

#### Ponowne otwarcie
W 1979 r. część linii podziemnych została zelektryfikowana, a stację podziemną otwarto ponownie dla Linii Argyle podmiejskiej sieci kolejowej Glasgow. Składała się z pojedynczego peronu wyspowego o numerach krawędzi 14 i 15, później przenumerowanych na 16 i 17 w trakcie projektu zmiany sygnalizacji i dobudowy dwóch nowych peronów na górze w 2008 r.
Początkowo do połączeń wykorzystywano jednostki Class 303 i Class 314. Te drugie zbudowano specjalnie w tym celu. W następstwie wycofania zespołów Class 303 wykorzystuje się teraz (2007 r.) model Class 318 oraz Class 334 „Juniper”.
Rozważano wprowadzenie zestawów Class 320, lecz okazały się one nieodpowiednie z powodu złego umiejscowienia monitorów służących maszyniście do kontroli drzwi. Dlatego stosuje się je tylko na Linii North Clyde.

#### Powódź w liniach podziemnych
W okresie świątecznym 1994 r., 11 grudnia, ulewa spowodowała wystąpienie z brzegów rzeki Kelvin przy zamkniętej stacji Kelvinbridge i woda dostała się przez nieużywane tunele do stacji Exhibition Centre oraz dolnej części stacji Glasgow Central, która uległa kompletnemu zatopieniu gwałtowną powodzią. Zamknięto ją na wiele miesięcy, w czasie których dokonywano napraw.
W sierpniu 2002 r. ulewne deszcze zalały na kilka tygodni stacje podziemne od Dalmarnock do Exhibition Centre. Większość połączeń przekierowano na perony nadziemne, bądź do stacji Glasgow Queen Street. Zalania z 2002 r. miały kilka innych następstw, które spowodowały wybuch kryptosporydiozy w sieci wodnej Glasgow.

### Przebudowa w latach 80.

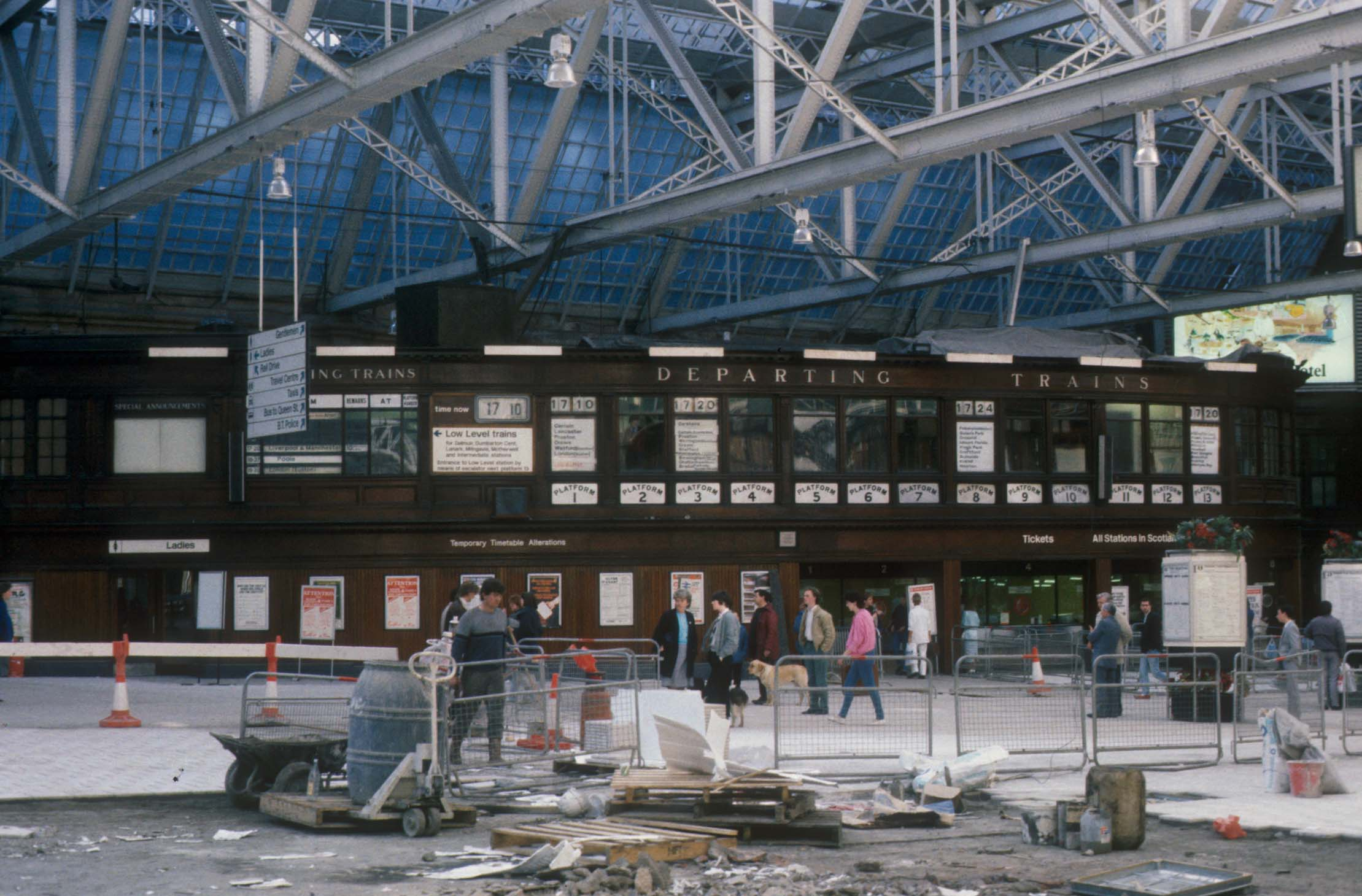
Tablica przyjazdów i odjazdów Caledonian Railway wciąż w użyciu w trakcie przebudowy w 1985 r.

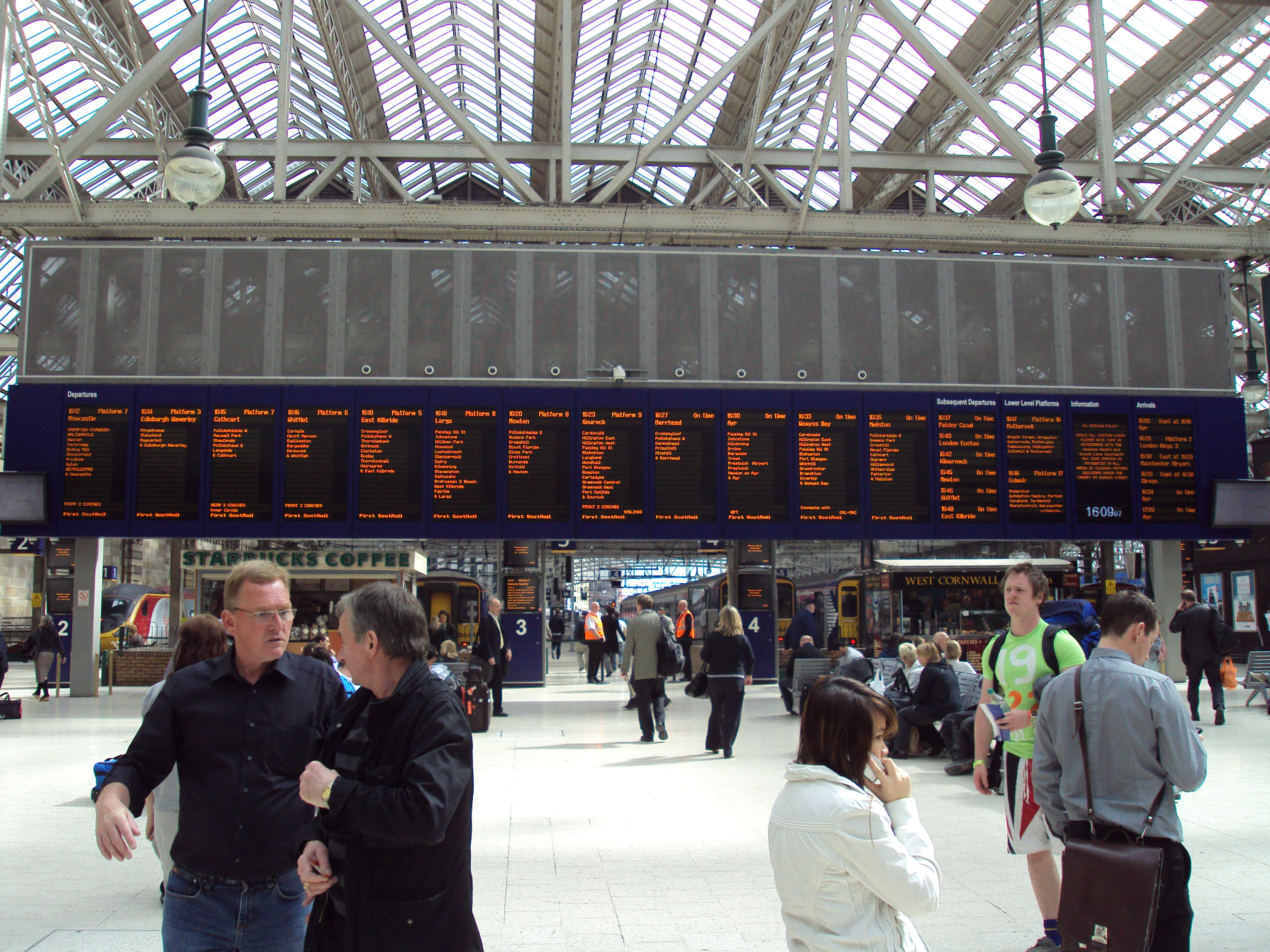
Tablica odjazdów LED z r. 2005 nad końcem krawędzi 2-5

Stacja górna została znacznie przebudowana w połowie lat 80.. Stary budynek kas biletowych i informacji zastąpiono w 1985 r. świeżo wybudowanym centrum podróży sąsiadującym z wejściem od Gordon Street. W 1986 r. duża elektro-mechaniczna tablica informacyjna na końcu peronów oraz mała tablica wtórująca po zachodniej stronie hali zastąpiły wcześniejsze tablice manualne. Stary budynek działu rezerwacji i informacji o pociagach zachowano i przebudowano na sklepy i bufety, a na górze restaurację oraz bar; wymieniono również podłogę na marmurową.
Usunięto wtedy również bramki manualne na peronach 1-8 i automatyczne bramki na „żółte bilety” z peronów 9-13 (dziś 15).

### Remont w latach 1998–2005

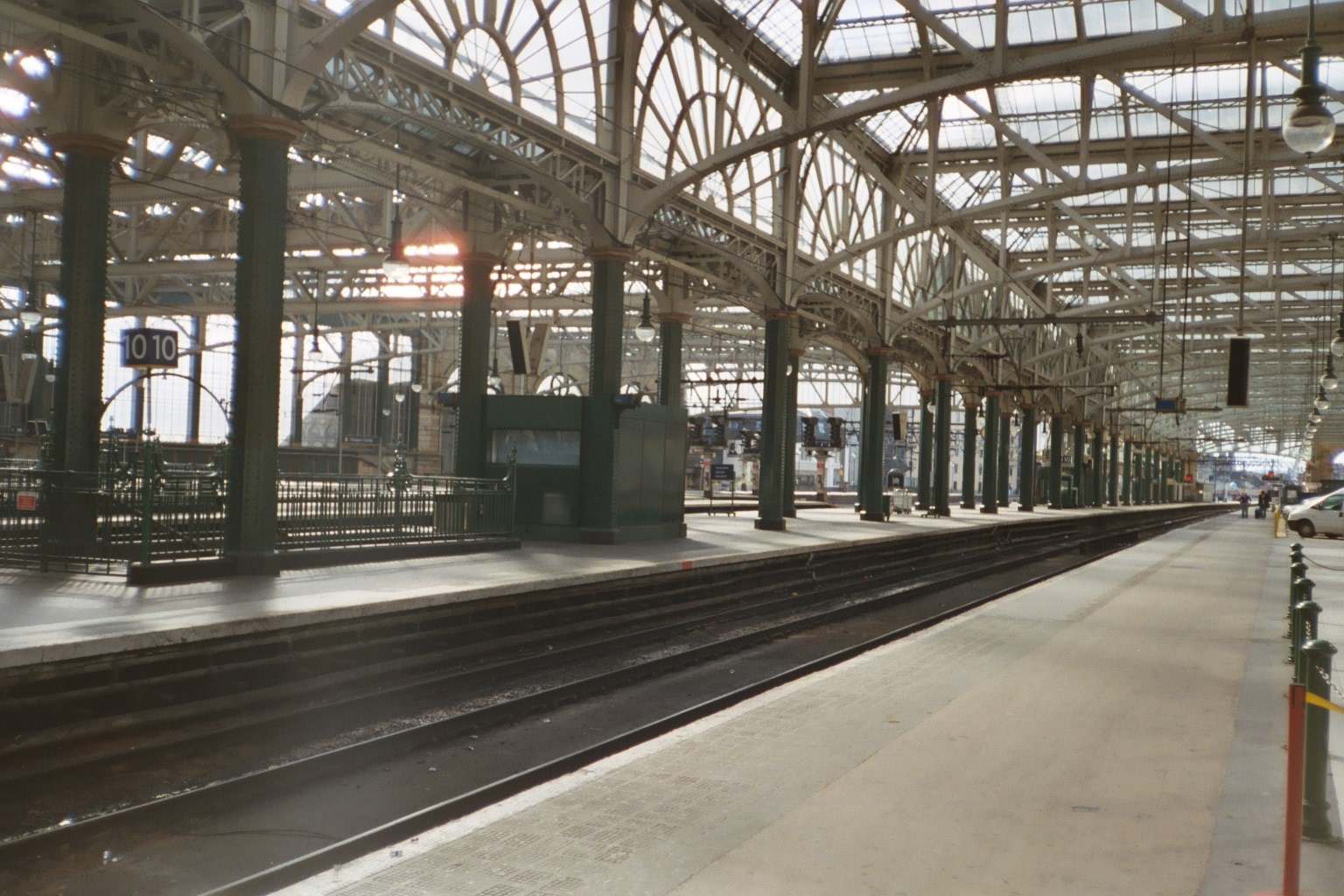
Wiata po remoncie

W 1998 r. firma Railtrack rozpoczęła pięcioletni program renowacji, w ramach którego stacja miała zostać przykryta nowym dachem i wyremontowana wewnątrz przez Bovis Lend Lease. Klasyczne mechaniczne tablice informacyjne z lat 80. zastąpił nowoczesny elektromechaniczny system pikselowy, wymieniony z kolei na wyświetlacz LED około 2005 r. Ostatnie zadanie, unowocześnienie części restauracyjnej na piętrze, ukończono w 2005 r.

## Rozwój w XXI w.

### Rozbudowa w latach 2009/10

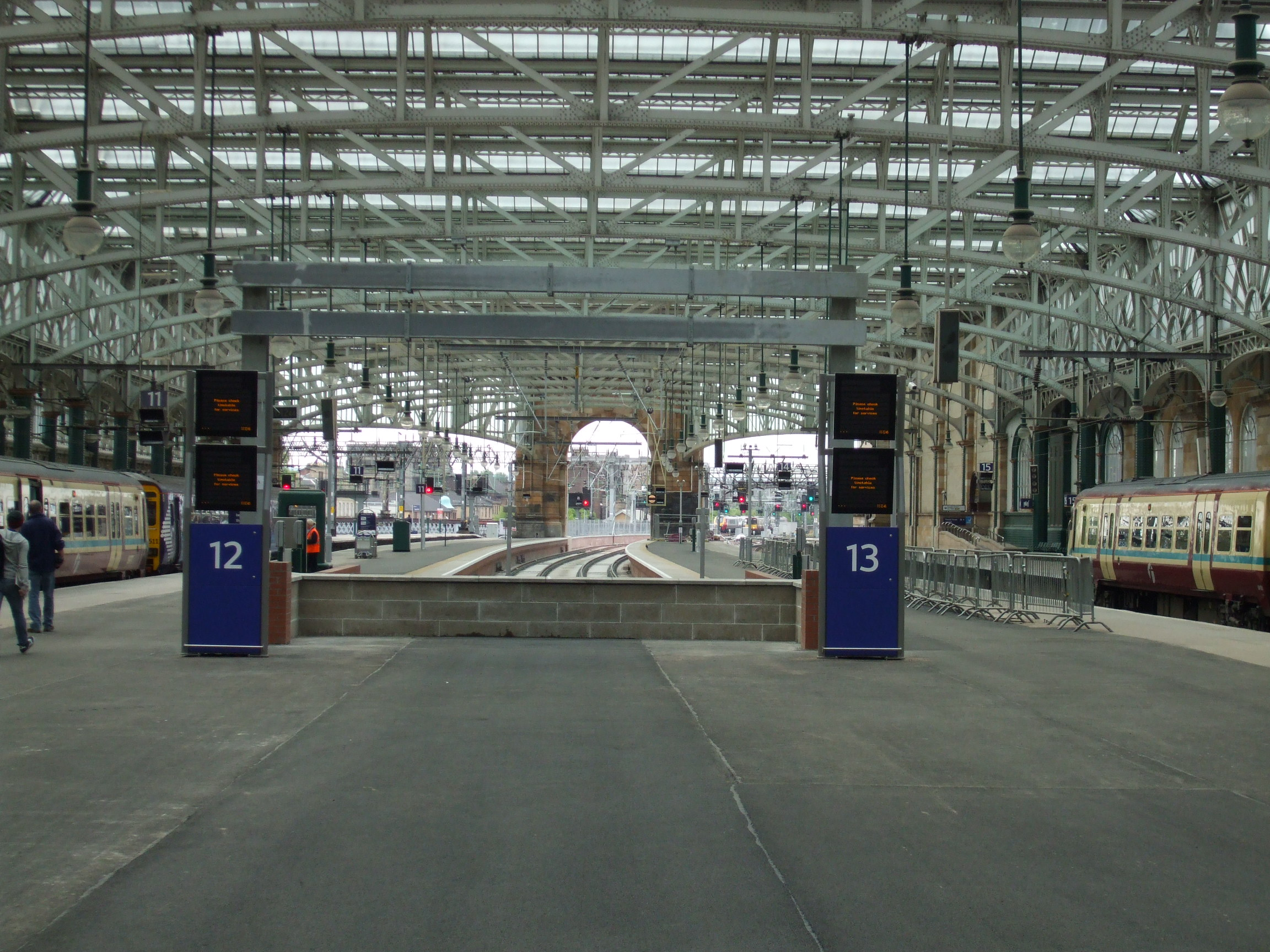
Nowy peron 12-13 w pierwszym tygodniu po wprowadzeniu do użytku

Dostosowując stację do planów wprowadzenia niedoszłej linii Glasgow Airport Rail Link krawędzie peronów przenumerowano. Krawędź 11a (nigdysiejsza bocznica West Bank, na moście na Clyde) otrzymała numer 12, a krawędzie o numerach 12 i 13 miały odtąd numery 14 i 15. We wrześniu 2009 r. dotychczasowy parking na wysokości peronów oraz miejsce postojowe wycofano z użycia i zlikwidowano peron na rzece (krawędź nr 12). Dwie nowe krawędzie utworzono pomiędzy 11. i 14., oddane do użytku w maju 2010 r. Usunięcie wewnętrznego parkingu ani obszaru postojowego nie jest planowane. Istniejący wielopoziomowy parking przy Oswald Street i parking uliczny otaczający stację wciąż funkcjonują, a miejsce wysadzania pasażerów przesunięto na pobliskie ulice.

### Bramki
Na Glasgow Central i trzech innych stacjach w centrum miasta w 2011 r. zamontowano automatyczne bramki biletowe w zakresie kampanii przeciwko jeździe na gapę, mającej na celu zwiększenie dochodów z biletów. Wcześniej, w 2004 r., ustawiono bramki na stacji Queen Street, gdy firma ScotRail porzuciła strategię „otwartych stacji”, w związku, z którą usunięto w latach 80. zatłoczone bramki na „żółte bilety”, by przyciągnąć pasażerów, a bilety sprawdzane były w pociągach. Obecnie ScotRail finalizuje negocjacje z Network Rail dotyczące projektu.

## Połączenia
W 2010 r. Glasgow Central obsługiwało pięciu przewoźników.
CrossCountry
Obsługuje połączenia na trasie CrossCountry przez Magistralę East Coast do Birmingham i dalej na zachód i na południowe wybrzeże, jako przedłużenia połączeń do stacji Edynburg Waverley.
East Coast
Jeden pociąg dziennie do Londynu (King’s Cross) przez Edynburg.
First ScotRail
Połączenia do miejsc położonych w Szkocji, w tym do Ayr, Kilmarnock, East Kilbride, Gourock, Neilston, Stranraer i Largs, jak również pociąg sypialny Caledonian Sleeper do Londynu (Euston).
First TransPennine Express
Połączenie na lotnisko Manchester Airport przez Manchester Piccadilly.
Virgin Trains
Połączenia do Birmingham (New Street) i Londynu (Euston) przez Carlisle, Preston oraz Crewe; wykorzystujące pociągi Super Voyager i Pendolino na Magistrali West Coast.
Postój taksówek znajduje się na północ od stacji, a autobusy kursują na przylegających ulicach. Stacje metra St Enoch i Buchanan Street są oddalone od Glasgow Central o kilka minut drogi piechotą.
SPT udostępnia połączenie autobusowe do Queen Street i stacji autobusowej Buchanan. Numer autobusu to 398.